# Schwere Panzer-Abteilung
Les schwere Panzer-Abteilungen, ou bataillons de chars lourds, sont créés pour les premiers en mai 1942. Ils doivent accueillir les nouveaux chars Panzerkampfwagen VI Tiger, et plus tard, le Tigre II. Ces  chars lourds sont censés surclasser tous les chars de l'époque et ramener l'avantage matériel dans le camp allemand. Ils sont à l'origine destinés à l'offensive, mais la tournure de la guerre impose aux militaires allemands une utilisation défensive, comme appui-feu et force de contre-attaque ; ils sont souvent organisés en Kampfgruppe, lors des percées blindées ennemies. On considère généralement ces détachements de panzer comme des unités d'élite.
Chaque Panzer Division doit posséder son propre bataillon de chars lourds, mais en réalité les s.Pz.Abt. sont utilisés de manière autonome et dépendent directement des échelons supérieurs des groupes d'armées avec lesquels ils sont engagés.
Du fait de la distinction entre la Heer et la Waffen SS, les bataillons sont nommés différemment : s.SS Pz.Abt et s.Heeres Pz.Abt, puis plus simplement pour ces derniers : s.Pz.Abt.

## Les s.Heeres Pz.Abt

### s.Pz.Abt.500
Ce bataillon est une unité de formation des futurs équipages sur Tigre.

### s.Pz.Abt.501
Créée le 10 mai 1942, avant la production du Tigre, cette unité combat en Tunisie le 1er décembre 1942 à Tebourba et Chouigui. Le faible nombre de Tigres engagés (la production était encore insuffisante), les problèmes de jeunesse du Tigre ne permettent pas au 501 de s'y illustrer comme le feront d'autres s.Pz.Abt, même si à plusieurs reprises, ils vont se jouer des antichars ennemis.
Après sa reddition en Afrique du nord, le bataillon est reconstitué en septembre 1943. Il est alors engagé sur le front de l'Est, dans les secteurs de Minsk, Cracovie et Prague.
En janvier 1945, il devient le s.Pz.Abt 424 et opère le long de la Vistule.
Le bataillon s'attribue la destruction de 450 blindés ennemis (dont 150 en Tunisie)

### s.Pz.Abt.502
Créé en mai 1942, il est rattaché au s.Pz.Abt 511 le 5 janvier 1945.

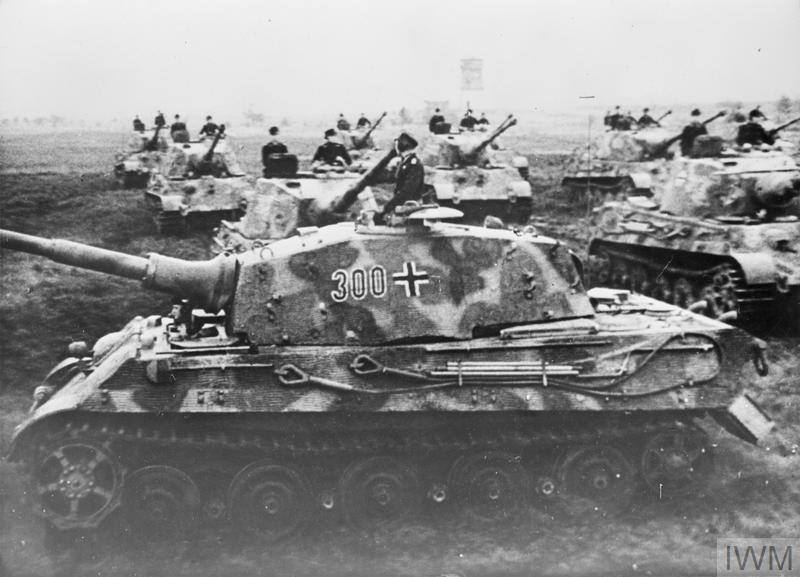
Le lieutenant baron von Rosen passant en revue sa 3E compagnie du bataillon lourd 503 en septembre 1944 guerre mondiale.

### s.Pz.Abt.503
Créé en mai 1942, le Schwere-Panzer-Abteilung 503 (Plus tard Feldherrnhalle) (en abrégé s.Pz.Abt 503) était un bataillon de Panzers lourds allemands équipé du Tigre I et Panzer III. 
Il a été commandé par le Hauptmann Clemens Graf von Kageneck entre juin 1943 et octobre 1944
En 1944, il a été rééquipé sur Tigre II. Le 503e a été engagé sur les Fronts de l'Est et de l'Ouest pendant la Seconde guerre mondiale. 
Comme d'autres bataillons de chars lourds, il n'est pas affecté auprès d'un corps, mais disséminé selon les impératifs des opérations militaires. Plus tard le 503 est devenu le Panzerkorps Feldherrnhalle.

### s.Pz.Abt.504
La schwere Panzer Abteilung 504 est créée le 13 janvier 1943.
La 1.Kompanie équipée de 11 Tiger et 19 Panzer III est envoyée en Afrique du Nord. 
Elle se rend aux Alliés le 12 mai 1943 en Tunisie. 
Les autres compagnies combattent en Sicile où elles sont rattachées à la 215. Panzer Abteilung de la Panzer-Division Hermann Göring.
 Le bataillon est reconstitué en mars 1944 et est déployé en Italie.

### s.Pz.Abt.506
Ce bataillon est créé en Juillet 1943.

### s.Pz.Abt.507
Créé en septembre 1943, le bataillon est transféré sur le front de l'est en mars 1944. 
L'unité est renvoyée en Allemagne en février 1945 et est rééquipée avec des Tiger II.

### s.Pz.Abt.509
Ce bataillon est créé en septembre 1943.

### s.Pz.Abt.510
Ce bataillon est créé en juin 1944

## Les s.SS Pz.Abt

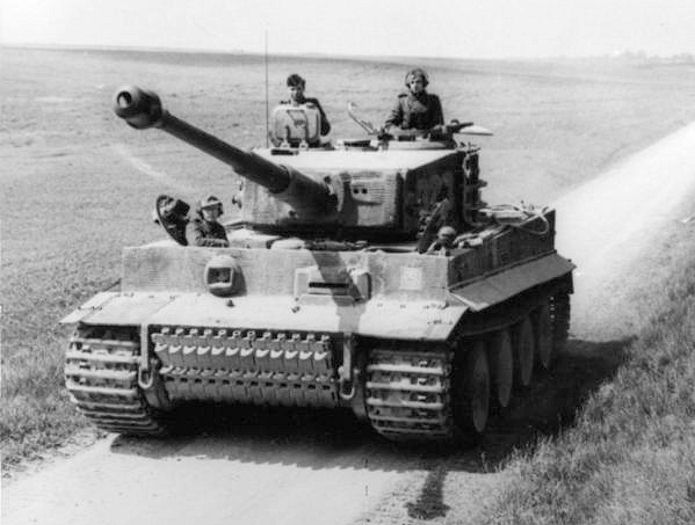
Char Tigre du SS Panzer dans le nord de la France (photo de propagande).

### s.SS Pz.Abt 102
Ce bataillon est créé le 22 octobre 1943.

Le bataillon rejoint la Normandie le 7 juillet 1944; durant les combats, l'unité perd tous ses chars.  
Il est reconstitué fin 1944 avec des Tiger II et engagé sur le front de l'est.

### s.SS Pz.Abt 103
Le bataillon est formé en novembre 1943.

Il reçoit ses Tiger II fin 1944 puis est engagé sur le front de l'Est en 1945.